# مايكل إس. مالون
مايكل إس. مالون (بالإنجليزية: Michael S. Malone)‏ (21 يناير 1954، فورستنفلدبروك في ألمانيا)؛ روائي أمريكي.